# 삭소방크
삭소방크(Saxo Bank)는 온라인교역과 투자를 전문으로 하는 덴마크의 투자은행이다. 1992년 중개기업으로서 "Midas Fondsmæglerselskab"(미다스증권중개인기업)이라는 사명으로 Lars Seier Christensen, Kim Fournais, Marc Hauschildt에 의해 설립되었다. 사명은 기업이 2001년 뱅킹 라이선스를 취득했을 때 삭소(Saxo)로 변경되었다. 삭소는 온라인 플랫폼, 포렉스(Forex), 주식, 차액결제거래(CFD), 선물, 펀드, 채권을 통한 교역을 제공한다. 이 기업은 전통적인 은행업 제품들을 제공하지 않고 은행 라이선스로 온라인 중개 기능을 한다. 삭소에 따르면 자사의 활동 중 약 절반이 기관 무역 파트너들과의 파트너십에서 기원한다.
삭소방크의 본사는 코펜하겐에 있으나 금융센터 사무소가 런던, 파리 (프랑스), 취리히, 두바이, 싱가포르, 인도, 도쿄도 등에 위치한다. 이 은행에 따르면 고객이 180개국에 있다.